# Мамонтов, Аркадий Викторович
Арка́дий Ви́кторович Ма́монтов (род. 26 мая 1962, Новосибирск) — российский тележурналист, телеведущий, автор ряда документальных фильмов на острые темы. Руководитель студии «Авторская программа Аркадия Мамонтова» телеканала «РТР / Россия / Россия-1» (с 2000 года). Заслуженный журналист Российской Федерации (2024).
За поддержку российско-украинской войны и распространение пропаганды находится под персональными международными санкциями 27 стран стран Европейского союза, Великобритании, Канады, Швейцарии, Австралии, Украины, Новой Зеландии.

## Биография
Родился 26 мая 1962 года в Новосибирске.
Сын оператора Виктора Гавриловича Мамонтова (1937—2018) и режиссёра Алевтины Ивановны Зиминой. После окончания школы Мамонтов пытался поступить на операторский факультет ВГИКа, но провалил экзамен. С 1980 по 1982 год служил по призыву в Ракетных войсках стратегического назначения в Забайкальском военном округе. С отличием окончил в 1988 году факультет журналистики МГУ.
Начал карьеру в журналистике как специальный корреспондент в редакции видеоинформации Агентства печати «Новости». С 1992 по 1994 год работал «стрингером» в «горячих точках» на территории Молдавии, на границе Нахичевани и Армении, в Таджикистане, государствах Прибалтики. В рамках программы «Деловая Россия» делал проект «Российский календарь» о российских купцах-меценатах.
В 1994 году (по приглашению Елены Масюк) начал сотрудничать с телекомпанией НТВ на внештатной основе. С апреля 1995 по май 2000 года работал специальным корреспондентом в информационных программах телекомпании НТВ. Готовил репортажи для программ «Сегодня», «Итоги», «Герой дня», являлся одним из постоянных авторов программы «Профессия — репортёр». Работал с программами в жанре журналистского расследования. Освещал президентские выборы в марте 2000 года.
Весной 2000 года перешёл работать на телеканал «РТР» (ныне «Россия-1») . Сразу же после перехода стал руководителем студии «Авторская программа Аркадия Мамонтова», документальные фильмы которой выходили в рамках проектов «Большой репортаж РТР» (2000—2001) и «Специальный корреспондент» (2002—2016), а также отдельно. Работал над циклом передач под названием «Обратная сторона» (2001—2002). В рамках цикла в нескольких частях вышли фильмы «Дети», «Чек», «Югославия. Период распада», «Братья», «Чужие» и др..
Параллельно Мамонтов вёл репортажи для информационных программ из Чечни, Абхазии, Ирака, Косова (во время войны в Югославии), Вифлеема, Беслана, Южной Осетии, с места гибели атомной подводной лодки К-141 «Курск» (единственный корреспондент, работавший на борту крейсера «Пётр Великий»), района Бирюлёво Западное, после взрыва в Пушкинском переходе, после обрушения «Трансвааль-парка», из центра на Дубровке.
В 2008 году вышла первая книга Аркадия Мамонтова «Чек на тот свет» — роман, написанный в жанре криминального расследования.
С марта 2012 по июль 2014 года, помимо работы над документальными фильмами, Мамонтов являлся ведущим телевизионной программы «Специальный корреспондент» на телеканале «Россия-1». В рамках данного проекта вёл в студии дискуссии с гостями. С осени 2014 года работает над авторскими документальными проектами.
С октября 2017 года — ведущий авторской программы «Следы Империи» и других проектов на телеканале «Спас».

## Известные фильмы

### «Дело трансплантологов»
В 2003 году Мамонтов выпускает фильм «Трансплантация» из цикла «Специальный корреспондент», в котором рассказывает о событиях 11 апреля 2003 года в Городской клинической больнице № 20 г. Москвы, где сотрудниками правоохранительных органов были задержаны хирурги Московского координационного центра органного донорства и врачи-реаниматологи по обвинению в приготовлению к убийству Анатолия Орехова с целью изъятия у него органов для трансплантации (т. н. «дело Орехова»). В передаче звучали однозначные обвинения медицинской общественности, в том числе академика Валерия Ивановича Шумакова в злоупотреблениях в этой сфере.
Результатом выхода фильма, а также нескольких подобных газетных публикаций был широкий резонанс в обществе. В 2003 году трансплантация от посмертных доноров в Москве была практически прекращена, а последствия негативного отношения в обществе к проблеме трансплантации органов отмечаются до сих пор. Так как именно Аркадий Мамонтов был «лицом» этой кампании, это вызвало негативное к нему отношение среди пациентов в листах ожидания органов, пациентов на гемодиализе, медицинской общественности.
Уголовное дело по «делу Орехова» длилось три года. Вина ни одного из задержанных не была доказана при неоднократных пересмотрах дела, обвинительный приговор вынесен не был за отсутствием состава преступления (так как пациент умер до начала приготовления его тела к изъятию органов).

### Шпионский камень
22 января 2006 года вышел сюжет «Шпионы» телепередачи «Специальный корреспондент», в котором Мамонтов рассказывал о специальном приборе, замаскированном под обычный камень в одном из скверов Москвы, с помощью которого сотрудники английской секретной разведывательной службы выполняли обмен информацией со своими агентами. Также речь в фильме шла об операции российских спецслужб, в ходе проведения которой и был выявлен данный объект. Далее автор рассказывает о том, что один из сотрудников английской разведслужбы Марк Доу, работавший под дипломатическим прикрытием, выполнял также роль координатора фонда глобальных возможностей при Министерстве иностранных дел Великобритании, через который финансировалась деятельность некоторых неправительственных российских организаций, за что Мамонтов подвергся резкой критике со стороны Юлии Латыниной. Сам Мамонтов по этому поводу сказал:
«Могу поручиться за каждое слово в этой передаче, потому что там всё подтверждено фактами. И «хитрый камень», и кадры оперативной съёмки, и платёжки, доказывающие финансирование англичанами некоторых наших неправительственных организаций<…>. Что ж обижаться, если им платил деньги иностранный разведчик… А что ещё глубоко мною уважаемая госпожа Алексеева может сказать при таких обстоятельствах? Она защищает свою организацию, свою репутацию. Я же эти платёжки видел лично».
В январе 2012 года вышел документальный фильм «Путин, Россия и Запад», в котором бывший глава канцелярии премьер-министра Великобритании Тони Блэра Джонатан Пауэлл предположил, что история со шпионским камнем была в реальности. «Мы были смущены этим шпионским камнем. Они, я полагаю, схватили нас за руку. Очевидно, они знали об этом уже некоторое время и просто держали это до политически выгодного момента», заявил Пауэлл. Публицист Максим Кононенко в своём блоге собрал мнения некоторых деятелей об истории со шпионским камнем, которые высмеивали и критиковали фильм Мамонтова о британских шпионах. Среди них: Юлия Латынина, Сергей Пархоменко, Виктор Шендерович, Олег Козырев. Вскоре после признания Пауэлла один из тех, кто ранее критиковал фильм о «шпионском камне», Марат Гельман, принёс извинения Мамонтову.
Юлия Латынина писала:
«…подчинённые г-на Патрушева не в состоянии не то, что террористов ловить — они не в состоянии это сымитировать так, чтобы поверил кто-то, кроме Аркадия Мамонтова с его бессмертной телеэпопеей об Английском Камне».
Спустя 3 месяца после показа фильма о шпионском камне посол Великобритании в России Энтони Брэнтон заявил, что: «Никаких официальных обвинений не было высказано в отношении сотрудников моего посольства, они все продолжают работать в моём посольстве».
Кроме того, по сообщению Newsru.com, ссылающихся на слова руководителя ЦОС ФСБ РФ Сергея Игнатченко, в фильме продемонстрирован другой камень, который «был изъят совсем в другом районе и неизвестно когда».

### Бархат. Ru
В сентябре 2007 года в фильме с данным заголовком критике Мамонтова подверглись организаторы Маршей несогласных, члены российской оппозиции. В своих фильмах Мамонтов отмечал, что организаторы «маршей несогласных» используют «лживые лозунги» и «цинично предлагают гражданам участвовать в так называемой революции — для того, чтобы самим добраться до власти». Журналистка «Новой газеты» пишет, что орден «За заслуги перед Отечеством» журналист получил в Кремле после серии этих фильмов. Она также интерпретирует содержание фильма следующим образом:
«Для тех, кто недопонял. Господин Каспаров «в некоторых кругах известен как командировочный». Россия — в кольце врагов, которые спят и видят, как на деньги ЦРУ натренировать молодых людей. Чтобы те устроили переворот. Чтобы те, кто хочет использовать тех, кто устроит переворот, смогли контролировать наши российские богатства. Так вот, дорогие вы наши, если вы этого ещё не поняли, то специально для вас канал «Россия» повторяет: Аркадий Мамонтов — специальный корреспондент. Как Россия — родина слонов, так и журналистика российская — мамонтовых. И нечего тут шакалить. Владимир Владимирович Указы зря не подписывает. Орденами почёта не всех награждает. Фильмы эти настолько хороши, что не грех посмотреть их дважды».
Обозреватель общественно-политического портала «Каспаров.ру» Юрий Гладыш сопоставил фильм Мамонтова с другой продукцией российских каналов на ту же тему и отметил:
«Скажем прямо: Аркадий Мамонтов тоже не очень-то разборчив в средствах и точно также постоянно признается в своих симпатиях к действующей власти. Что, кстати, является его неотъемлемым правом и за что, по большому счету, его можно было бы только уважать. Однако Мамонтов довольно давно работает на телевидении, и его фильмы, при всех их достоинствах и недостатках, отличает определенный уровень профессионализма. Тем интереснее, ведь в последней работе от этого профессионализма не осталось и следа. Более того, «Бархат» сделан, словно нарочно, в виде издевательского римейка фильма Малкова [речь идёт о фильме НТВ из серии «ЧП. Расследование» «Кто заказывает хаос?»]. Ряд сюжетных блоков Аркадий Мамонтов повторил почти дословно. К их числу относится рассказ об уже упоминавшемся «старушечьем спецназе», псевдоанализ «Маршей несогласных», проводимый представителями прокремлёвских молодежных движений, байки о неких девушках, бросающихся под ноги огромным омоновцам, и даже фальшивая «прослушка» разговора «демократов», якобы вербующих молодежь для участия в «Маршах» за деньги. Всё это – дословные и давно «разобранные по косточкам» в Интернете цитаты из фильма Алексея Малкова».

### «Провокаторы»
«Провокаторы» — документальная кинотрилогия о деле панк-рок-группы «Pussy Riot», снятая Аркадием Мамонтовым в 2012 году. Первая часть трилогии была показана 24 апреля 2012 года по каналу «Россия-1». 11 сентября того же года была показана вторая часть, а 16 октября — третья и заключительная. Фильм подвергся критике за необъективность и подтасовку фактов.

### «Иноагенты»
В апреле 2024 года на государственном телеканале «Россия-24» вышел почти полуторачасовой документальный фильм «Иноагенты», посвящённый нескольким эмигрировавшим из-за начала войны активистах и политиках. Среди них — активистка Евгения Чирикова, адвокат Марк Фейгин, политик Леонид Гозман, актёр Артур Смольянинов, политик Михаил Ходорковский, фемактивистка и писательница Дарья Серенко, поэтесса Вера Полозкова, блогер Максим Кац и политолог Екатерина Шульман, которых автор сравнивают с персонажем «Братьев Карамазовых» Павлом Смердяковым. Большая часть «расследования» посвящена проходившему в Берлине в феврале 2024 года съезду эмигрантов, куда создателям картины удалось попасть (под видом иностранных журналистов или воспользовавшись помощью иностранных журналистов). Также уже несколько месяцев пребывающий в СИЗО певец Эдуард Шарлот «без давления, по собственной воле» с раскаянием рассказывает корреспонденту, что «наблюдал и погрузился в среду оппозиции».

### Другие известные работы
Аркадий Мамонтов также принимал непосредственное участие в создании резонансных телепередач и репортажей:
- «Девять дней» (2000) — о взрыве в Пушкинском переходе 8 августа 2000 года[9].
- «Август» (2000)[67] — фильм в двух частях, в основу которого положены репортажи и интервью, записанные Мамонтовым на месте гибели АПЛ К-141 «Курск» непосредственно в ходе спасательной операции[68][69].
- Цикл программ «Дети» (2001—2011) из 8 фильмов о проблемах, связанных с нелегальной продажей и вывозом детей за границу (части 1[70], 7), о педофилии (части 2[71], 4—6[72][73], 8[74]) и проблемах детского беспризорничества (часть 3).
- «Шпионская жизнь» (2001) — цикл фильмов о шпионаже и судьбах разведчиков, в нём Мамонтов появляется в качестве ведущего[75].
- «Дело № 229133» (2002) — о расследовании обстоятельств террористического акта на Дубровке[76].
- «Чёрная зона» (2003) — о терроризме[77].
- «Трафик» (2004) — о проблемах, связанных с наркоманией[78].
- «Убойная жидкость» (2004—2010) — о проблеме пьянства[79].
- «1 сентября» (2004) — о террористическом акте в Беслане[80], создан на основе рассказов свидетелей, очевидцев и репортажей автора с места событий[81].
- «Тайные тюрьмы ЦРУ» (2006) — о якобы существующих на территории Украины тюрьмах ЦРУ[82][83].
- «Русский крест» (2006) — о проблемах рождаемости и смертности[84].
- «Западня» (2006) — о жизни русских в США и деятельности местных спецслужб, направленной против российских граждан[85][86].
- «Бархат. Ru» (2007)[87] — о подготовке «бархатных революций» в России[88]. В телеэфире демонстрировались две версии этого фильма: первая вышла 30 сентября 2007 года, а вторая (перемонтированная) — 25 ноября того же года[89].
- «Мёртвая зона», «Без тормозов» (2007—2011) — о беспределе на российских автомобильных дорогах[90].
- «Трофеи» (2008) — о вооружении и жизни грузинских солдат[91].
- «Свой — чужой» (2009)[92].
- «База» (2009) — об американской базе «Манас» в Кыргызстане[93].
- «Речник» (2010) — о скандале вокруг одноимённого посёлка[94].
- «7:57» (2010) — о взрывах в московском метро в марте 2010 года[95].
- «Шлейф» и «Шлейф-2» (2010) — о деятельности Юрия Лужкова на посту мэра Москвы[96].
- «Штрихи к портрету» (2013) — о личности Бориса Березовского[97].
- «Бандеровцы: палачи не бывают героями» (2014)[98]
- «Содомия в Европе. Кто виноват и что делать?» (2014)
- «Рейс MH17: прерванный полёт» (2014) — об авиакатастрофе малайзийского «Боинга» 17 июля 2014 года[99].
- «Олигарх» (2015) — об Игоре Коломойском[100].
- «Ожог» (2015) — фильм о трагических событиях в Одессе 2 мая 2014 года[101].
- «Победоносец» (2015) — о жизни и подвигах великомученика Георгия Победоносца[102].
- «Золотой телец» (2015) — о коррупции среди российских чиновников[103][104].
- «Афон. Восхождение» (2016) — о жизни на Святой Горе Афон глазами русских паломников.
- «Благотворитель» (2016)
- «Преображенцы» (2016) — история Преображенского полка[105].
- «Четвёртая власть» (2016) — о журналистах, борющихся с несправедливостью[106][107].
- «Пальмовые берега» (2016)
- «Чёрные риелторы» (2016) — о чёрных риелторах[108].
- «Ядовитый бизнес» (2016) — о загрязнении территория России[109].
- «Самолёт Президента» (2016) — о самолёте Президента России[110].
- «Оружие возмездия» (2016) — о развёрнутых в Калининградской области ракетных комплексах «Искандер»[111].
- «Монах» (2017)[112].
- «Одесса. Три года» (2017)
- «Пальмовые берега. Часть 2» (2017)
- «Триумф Прометея» (2017) — о С-500 «Прометей».
- «Свои люди» (2017)
- «Чёрный аптекарь» (2017) — о группе людей, травившей мужское население России.
- «Ядовитый бизнес-2» (2017) — о загрязнении территория России.
- «Украина. Операция „Мазепа“» (2017)
- «Пирамида» (2018) — о финансовых пирамидах.
- «Сертификат на совесть» (2018) — о том, почему «столь важная для государства функция сертификации продукции осталась без должного контроля».
- «Москва на высоте» (2018)
- «Патент на Родину» (2018) — о проблеме получения российского гражданства.
- «Святой Спиридон» (2018) — об истории земной жизни Спиридона Тримифунтского.
- Спецпроект «Раскол» (2018)
- «Корона под молотом» (2019)
- «Крым. Новая эра» (2019)
- «Панацея по контракту» (2019)
- «Дорожная карта» (2019)
- «Американский метод» (2020) — документальный цикл, выходивший на канале «Россия-24».
- «Старообрядцы» (2020)

## Общественная позиция
С переходом на государственный телеканал «Россия» неоднократно поддерживал действующий курс президента страны Путина, о чём заявлял в ряде интервью различным СМИ. На президентских выборах 2012 года агитировал за кандидата Владимира Путина, снялся в рекламном ролике в его поддержку.

## Санкции
Из-за поддержки российской агрессии и нарушения территориальной целостности Украины во время российско-украинской войны находится под персональными международными санкциями разных стран
В феврале 2022 года, после российского нападения на Украину, Европейский союз ввёл персональные санкции против Мамонтова, в связи с вторжением России на Украину:

Он распространяет антиукраинскую пропаганду. Он снял пропагандистский фильм в поддержку незаконной аннексии Крыма и Севастополя, в котором изобразил украинское управление до незаконной аннексии как хаотичное и полное анархии. В своих фильмах он изображал Украину как центр неонацизма, фашизма, национализма и антироссийских настроений. Он преувеличивал роль ультраправых организаций в Украине. Он обвинил Украину в дискриминационной политике в отношении русской культуры и языка в Украине. Он подорвал доверие и легитимность украинских властей, заявив, что Евромайдан был государственным переворотом, инспирированным из-за рубежа и что украинское правительство зависит от Соединенных Штатов Америки.
— «Официальный журнал Европейского союза», Брюссель, 28 февраля 2022 года.
С 7 июля 2022 года находится под санкциями Канады как «российский деятель дезинформации и пропаганды» за «создание условий и поддержку неспровоцированного и необоснованного вторжения России в Украину».
По аналогичным основаниям, с 9 мая 2022 года находится под санкциями Великобритании. С 4 марта 2022 года находится под санкциями Швейцарии. С 8 марта 2022 года находится под санкциями Австралии. С 3 мая 2022 года находится под санкциями Новой Зеландии. Указом президента Украины Владимира Зеленского от 19 октября 2022 находится под санкциями Украины.

## Награды
- Орден Почёта (27 ноября 2006 года) — «за заслуги в области культуры, печати, телерадиовещания и многолетнюю плодотворную работу»[123]
- Орден «За личное мужество» (9 января 1994 года) — «за мужество и самоотверженность, проявленные при исполнении профессионального долга в условиях, сопряжённых с риском для жизни»[124]
- Медаль ордена «За заслуги перед Отечеством» I степени (22 апреля 2014 года) — «за высокий профессионализм и объективность в освещении событий в Республике Крым» (Указ о награждении не был обнародован)[125]
- Медаль ордена «За заслуги перед Отечеством» II степени (11 октября 1995 года) — «за заслуги перед государством и многолетний добросовестный труд»[126]
- Заслуженный журналист Российской Федерации (2 мая 2024 года) — «за заслуги в развитии отечественной журналистики и многолетнюю плодотворную работу»[127]
- Медаль «За укрепление боевого содружества» (Министерство обороны Российской Федерации, 1999 год)[40][128].
- Медаль «За содействие органам наркоконтроля»[129] (ФСКН России, 2009 год)
- Орден Дружбы (Южная Осетия, 30 января 2009 года) — «за содействие в объективном освещении событий вооружённой агрессии Грузии против Южной Осетии в августе 2008 года и прорыв информационной блокады»[130]
- Почётный знак «За заслуги в развитии печати и информации» (16 апреля 2015 года, Межпарламентская ассамблея СНГ) — «за значительный вклад в формирование и развитие общего информационного пространства государств — участников Содружества Независимых Государств, реализацию идей сотрудничества в сфере печати и информации»[131]
- Золотая медаль имени Юрия Левитана «За выдающийся вклад в теле-радиожурналистику» (2018 год, Золотой Витязь)[132].

## Личная жизнь
Вторая жена (с 1994 года) — Ирина Мамонтова, по состоянию на 2001 год работала в студии «Телефильм». Есть двое детей — Дмитрий (р. 1988) и Екатерина (р. 1995). Дмитрий в 2011 году окончил кафедру палеонтологии геологического факультета МГУ, сейчас работает там в качестве старшего преподавателя.
Есть младший брат Гавриил (р. 1972), дипломат, по состоянию на 2018 год — заведующий консульским отделом посольства РФ в Республике Беларусь.